# Matt Kvesic

a Compétitions nationales et continentales officielles uniquement.

b Matchs officiels uniquement.
Dernière mise à jour le 3 décembre 2022.
Matthew Boris Kvesic, né le 14 avril 1992 à Iserlohn (Allemagne), est un joueur international anglais de rugby à XV jouant au poste de troisième ligne aile avec l'équipe des Zebre depuis 2022 et en équipe d'Angleterre de 2013 à 2019.

## Biographie
Matt Kvesic est né à Iserlohn en Allemagne, où son père était affecté avec l'Armée britannique. Il est d'origine croate par son père, et polonaise par sa mère,.

## Statistiques en équipe nationale
Il connaît sa première cape le 8 juin 2013 contre l'équipe d'Argentine.
- 4 sélections (2 fois titulaire et 2 fois remplaçant)
- sélections par année : 2 en 2013, 1 en 2016, 1 en 2019